# Réserve écologique des Grands-Ormes

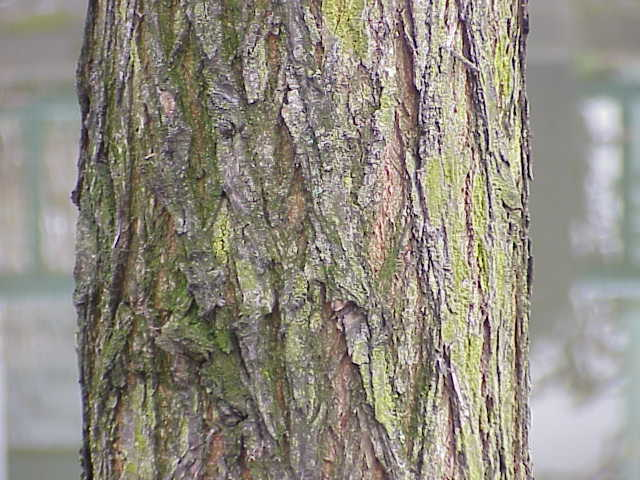
Rinde der Amerikanischen Ulme

Die Réserve écologique des Grands-Ormes ist ein im Jahr 1994 eingerichtetes, 920 ha großes Schutzgebiet im Süden der kanadischen Provinz Québec, in der regionalen Grafschaftsgemeinde Charlevoix-Est.

## Lage, Flora
Es liegt 30 km nördlich von Saint-Aimé-des-Lacs und ist vom Parc national des Hautes-Gorges-de-la-Rivière-Malbaie umschlossen, der seinerseits Teil des Biosphärenreservats Charlevoix ist.
Das Schutzgebiet der Großen Ulmen repräsentiert vor allem die Flora der Höhenzüge in der Region Charlevoix, in der Balsam-Tanne, Gelb- und Papier-Birke dominieren. Unter Schutz gestellt wurde das Gebiet wegen der nördlichsten Vorkommen von Zuckerahorn- und Ulmenwäldern, aber auch von Schwarz-Eschen. Bestände großer, amerikanischer Ulmen haben dem Schutzgebiet den Namen gegeben, und sie waren die Ursache für die Unterschutzstellung. Einige von ihnen sind über 400 Jahre alt.
Das Gebiet liegt zwischen 200 und 1000 m über dem Meeresspiegel und umfasst die Südflanke und einen Teil der Gipfelregion des Mont des Érables (1030 m). Am Südhang schuf ein Fluss, die Rivière Malbaie, und eiszeitliche Vergletscherung deutliche Senken. Die besagten Baumarten befinden sich vor allem am Südhang des Berges. Aus dieser Südlage, die ein milderes Mikroklima verursacht, erklärt sich, warum diese Baumarten so weit im Norden vorkommen. Im Gegensatz dazu findet man eine typische Tundrenflora um den Gipfel vor. Dort herrschen Krüppelformen (in Québec „krummholz“ genannt) vor. Zwölf Flechtenarten und sieben Bedecktsamer konnten 1997 nachgewiesen werden, darunter Minuartia groenlandica, Salix uva-ursi und Vaccinium uliginosum subsp. gaultherioides. Diese arktischen Arten machen 30 % der untersuchten Pflanzen aus. Bemerkenswert ist auch Deparia achrostichoides bzw. athyrium fausse-thélyptéride, ein Vertreter der etwa 180 Arten der Frauenfarne.